# HSBC
HSBC Holdings plc е банка със седалище в Лондон, чийто финансов конгломерат е сред най-големите в света.

Според класация на списание Форбс от 2011 г. е най-голямата по капитализация банка в Европа и 2-ра в света (след Промишлено-търговската банка на Китай в Пекин).

## История
Основан е през 1865 г. в Хонконг и Шанхай за финансиране на търговията между Китай и Англия. Първоначално носи името Hongkong and Shanghai Banking Corporation; от инициалите на съставните думи произлиза съвременното име на банката HSBC. След поглъщане от английската банка Midland (1980) централата на компанията е прехвърлена в Лондон.
Почти всички акции на HSBC са в свободно обращение. Пазарната капитализация на банката на 5 декември 2008 г. е $123,9 млрд. като разполага с активи от $5834 млрд.(2009 г.)
Председател на съвета на директорите на банката е Дъглас Флинт (Douglas Flint), а изпълнителен директор – Стюарт Гъливер (Stuart Gulliver).